# Lőng Can-jing
Lőng Can-jing (梁振英; Hongkong, 1954. augusztus 12. –) ismertebb nevén CY Leung, a harmadik hivatalban lévő hongkongi kormányzó, Hongkong Különleges Közigazgatású Terület Végrehajtó Tanácsának elnöke. 2012-ben Hongkong kormányzójává választották 689 elektori szavazattal.

## Élete
CY Leung a King's College-be járt középiskolába. 1974-ben diplomázott a Hong Kong Polytechnic University-n építészetből. A diploma után a Bristol Műszaki Főiskolán értékesítési - és ingatlangazdálkodást tanult. 1984-ben, 30 éves korában a JLW hongkongi fióktelepének vezére lett. 1985-ben megválasztott tagja lett a hongkongi alaptörvénytervezetet előkészítő tanácsadó bizottságnak, majd később megválasztották a bizottság főtitkárává.
1995-től 1996-ig Leung a Hong Kong Surveyors Intézet elnöke volt. Ez után egy ideig ő volt a Royal Institution of Chartered Surveyors hongkongi fióktelepének. Ezután Tiencsin és Shanghaj tartományi jogú városok kormányánál lett a földreformokért felelős tiszteletbeli tanácsadó, majd Hebei tartomány népi kormányának nemzetközi gazdasági tanácsadója.
1999 és 2008 között Leung tanácselnöki tisztségeket töltött be a Lingnan Egyetemen. Tagja volt a City University of Hong Kong nevű egyetemet vezető Tanácsnak.
1999-ben Leung-ben elnyerte a Gold Bauhinia csillagot.